# Britta Persson
Britta Persson é uma cantora de indie pop oriunda da Suécia. Ao lado de Kristofer Åström, gravou em 2004 dois CDs caseiros com composições próprias, marcadas pela melancolia. 

## Discografia

### Álbuns de estúdio
- 2006: Top Quality Bones And a Little Terrorist
- 2008: Kill Hollywood Me
- 2010: Current Affair Medium Rare
- 2013: If I Was A Band My Name Would Be Forevers

### EPs
- 2004: Demo 1
- 2004: Demo 2
- 2005: Found At Home